# Naval Academy (Maryland)
Naval Academy es un lugar designado por el censo ubicado en el condado de Anne Arundel en el estado estadounidense de Maryland. En el Censo de 2010 tenía una población de 4.802 habitantes y una densidad poblacional de 2.145,91 personas por km².

## Geografía
Naval Academy se encuentra ubicado en las coordenadas 38°58′58″N 76°28′54″O / 38.98278, -76.48167. Según la Oficina del Censo de los Estados Unidos, Naval Academy tiene una superficie total de 2.24 km², de la cual 1.41 km² corresponden a tierra firme y (36.81%) 0.82 km² es agua.

## Demografía
Según el censo de 2010, había 4.802 personas residiendo en Naval Academy. La densidad de población era de 2.145,91 hab./km². De los 4.802 habitantes, Naval Academy estaba compuesto por el 82.55% blancos, el 5.14% eran afroamericanos, el 0.52% eran amerindios, el 3.81% eran asiáticos, el 0.27% eran isleños del Pacífico, el 1.21% eran de otras razas y el 6.5% pertenecían a dos o más razas. Del total de la población el 11.33% eran hispanos o latinos de cualquier raza.